# De Vrije Balloen
De Vrije Balloen est un périodique de bande dessinée néerlandais underground publié de 1975 à 1983 (no 61/62). Il a été renommé De Balloen en 1982 (no 48) puis Balloen en 1983 (no 53b). Émanation d'un collectif amateur, la revue s'est rapidement professionnalisée, et plusieurs auteurs étrangers y ont été traduits.